# Farha (película)
Farha es una película dramática histórica escrita y dirigida por la directora de cine jordana Darin J. Sallam que aborda la mayoría de edad de una niña palestina durante la Nakba, la expulsión o huida masiva de los palestinos ante el avance de las tropas israelíes en 1948. Es una historia de una niña llamada Radiyyeh que le contaron a la directora Sallam cuando era pequeña. Se estrenó en el Festival de Cine de Toronto el 14 de septiembre de 2021 y comenzó a transmitirse en Netflix el 1 de diciembre de 2022.

## Sipnosis
Antes del éxodo palestino de 1948, Farha, una niña de 14 años, juega con otras niñas en un pueblo palestino. Mientras que otras chicas están emocionadas por el matrimonio de su amiga, Farha sueña con estudiar e ir a la escuela en la ciudad como su mejor amiga Farida. Farha le pide a su padre que le registre para seguir los estudios en la ciudad, pero su padre quiere que ella se case. Una noche, un grupo de milicianos palestinos locales visitan al padre, alcalde de la aldea con el fin de que se una a su causa en la guerra contra Israel. Abu Farha se niega, su objetivo principal es cuidar de su aldea.
El padre al final acepta su solicitud de seguir estudiando y le cuenta que ha rellenado el formulario de inscripción. Mientras celebra la noticia con su mejor amiga Farida, se escuchan a lo lejos sonidos de bombas, los altavoces militares piden a los habitantes del pueblo que evacuen. 
El padre esconde a Farha en la despensa mientras él sale a luchar. Farha permancece días encerrada viendo y escuchando la guerra a través de un agujero en la despensa y el patio de la casa.

## Reparto
- Karam Taher como Farha
- Ashraf Barhom como Abu Farha
- Ali Sulimán como Abu Walid
- Tala Gammoh como Farida
- Sameera Asir como Um Mohammad
- Majd Eid como Abu Mohammad
- Firas Taybeh como el padre de Farida

## Producción

### Desarrollo
Farha fue escrita y dirigida por Darin J. Sallam, es su primer largometraje. Se basa en una historia contada a la madre de Sallam por un amigo, que vivía como refugiado en Siria, sobre su experiencia durante la Nakba en la que cientos de miles de palestinos fueron expulsados de su tierra natal.
La película fue producida por TaleBox, con sede en Jordania, y coproducida por Laika Film & Television y Chimney, ambas con sede en Suecia.

### Casting
Esta película es la primera aparición en pantalla de la actriz principal Karam Taher. Sallam dijo que, al elegir el papel principal, estaba "buscando una chica con la que [ella] pudiera quedarse durante 52 minutos dentro de una habitación". La audición inicial de Taher no salió bien. Sallam dijo: "[Taher] era tímida [. . . ] Pero lo que realmente me quedó grabado fue su rostro: tenía un rostro muy específico y unos ojos muy expresivos. Por un lado, su rostro era como el de una niña, y por el otro, era una mujer joven, es una historia sobre la mayoría de edad".

### Rodaje
Farha fue filmada en Jordania. Sallam declaró en una entrevista que "algunos de los miembros del equipo lloraban detrás del monitor mientras filmaban, recordando a sus familias y sus historias, y las historias que escucharon de sus abuelos".

## Estreno
Farha se estrenó en el Festival de Cine de Toronto el 14 de septiembre de 2021. Posteriormente se proyectó en Busan y Roma. El 7 de noviembre de 2022, la película se proyectó en el festival Palestine Cinema Days en Ramallah, Palestina. La película comenzó a transmitirse en Netflix el 1 de diciembre de 2022.
La película ha sido criticada por políticos israelíes de derecha, incluido el ministro de finanzas de Israel, Avigdor Lieberman, y la ministra de cultura, Hili Tropper, quienes también criticaron a Netflix por transmitirla. Farha también fue objeto de una campaña coordinada de votos negativos en IMDb y los cineastas han sido hostigados en las redes sociales.